# Antoni Wereszczyński (prawnik)
Antoni Wereszczyński (ur. 26 września 1878 w Stasiowej Woli, zm. 1 lipca 1948 w Krakowie) – polski prawnik, profesor.

## Życiorys
Urodził się w Stasiowej Woli, w ówczesnym powiecie rohatyńskim Królestwa Galicji i Lodomerii, w rodzinie Józefa, adwokata i posła do Sejmu Krajowego Galicji i do austriackiej Rady Państwa. Ukończył studia na Wydziale Prawa Uniwersytetu Franciszkańskiego we Lwowie. Uzyskał stopień naukowy doktora prawa w 1901. Był uczniem Stanisława Starzyńskiego.  
Podczas I wojny światowej w lutym 1918 został jednym ze stu członków Tymczasowej Rady Miejskiej we Lwowie. W listopadzie 1918, podczas obrony Lwowa członek Komitetu Obywatelskiego i Polskiego Komitetu Narodowego we Lwowie. W niepodległej RP został radnym Lwowa. Od 1922 wykładowca nauk prawnych na Politechnice Lwowskiej, od 1925 profesor nadzwyczajny, od 1931 profesor zwyczajny nauk prawnych PL, wielokrotny dziekan Wydziału Inżynieryjnego. W okresie dwudziestolecia międzywojennego wykładał także na Akademii Handlu Zagranicznego we Lwowie i Uniwersytecie Jana Kazimierza we Lwowie. Został członkiem założycielem powołanego w 1938 Stowarzyszenia „Towarzystwo Budowy Panoramy Plastycznej Dawnego Lwowa”. Był członkiem zwyczajnym Kasyna i Koła Literacko-Artystycznego we Lwowie. Pełnił funkcję wiceprezesa Zjednoczenia Stanu Średniego w 1928.
W maju 1939 został wybrany rektorem Politechniki Lwowskiej na rok akademicki 1939/1940. Po wybuchu II wojny światowej i agresji ZSRR na Polskę, 15 października 1939 usunięty przez okupacyjne władze sowieckie. Po ataku Niemiec na ZSRR z czerwca 1941 w okresie okupacji niemieckiej działał w konspiracyjnym UJK we Lwowie jako wykładowca prawa politycznego, a także wykładał historię dyplomacji na tajnym Studium Dyplomatycznym UJK.
Autor m.in. pracy Państwo antyczne i jego renesansy (1934). Po zakończeniu wojny i przeprowadzce do Krakowa był inwigilowany przez SB PRL.
Został pochowany na cmentarzu Rakowickim w Krakowie.

## Ordery i odznaczenia
- Krzyż Komandorski Orderu Odrodzenia Polski (11 listopada 1937)[15][16]
- Krzyż Oficerski Orderu Odrodzenia Polski (2 maja 1923)[17][18]